# Lilli Kretzmer
Lilli Kretzmer, geborene Cohen, (geboren am 29. Juni 1900 in Mönchengladbach; gestorben am 7. März 1996 in Sarasota, Florida) war eine deutsche Juristin, die in den Vereinigten Staaten als Rechtsanwältin tätig war und sich umfangreich im Bereich der Flüchtlingshilfe engagierte. Unter anderem war sie Abgeordnete der United Restitution Organization (URO) und Vorstandsmitglied des Resettlement Department. Zur Anerkennung ihrer Arbeit wurde ihr 1966 das Bundesverdienstkreuz verliehen.

## Leben und Wirken

### Familie und Herkunft
Lilli Kretzmer war die Tochter von Friedericke Cohen, geb. Frank, und Philipp Cohen. Sie wuchs gemeinsam mit ihrem Bruder Alfred Cohen in Mönchengladbach auf. Gemeinsam mit ihrem Ehemann Eugen Kretzmer (1883–1955) hatte sie die Kinder Lore Kretzmer (geb. 12. September 1921) und Ernst Kretzmer (geb. 24. Dezember 1924).

### Studium und erstes ehrenamtliches Engagement
Lilli Kretzmer studierte Rechtswissenschaften an der Universität Bonn. Nachdem sie den Dermatologen Eugen Kretzmer geheiratet hatte, ging sie jedoch vorerst keiner juristischen Arbeit nach. Sie engagierte sich stattdessen in der Jüdischen Jugendhilfe e.V. und war Präsidentin der Mönchengladbacher Kreisgruppe des Internationalen Rats jüdischer Frauen. Nebenbei war sie im Vorstand des Vereins Volkswohl und des Vereins für das Deutschtum in Russland.

### Flucht in die USA
Mit der nationalsozialistischen Machtergreifung hatten Lilli Kretzmer und ihr Ehemann, die beide jüdischen Glaubens waren, zunächst noch keine Fluchtabsichten. Stattdessen vertraute Kretzmer auf die Vernunft der breiten Gesellschaft und hoffte auf deren Solidarität. Dies änderte sich nach den Novemberpogromen 1938. Sowohl der Ehemann Kretzmers als auch ihr Bruder Alfred Cohen wurden willkürlich verhaftet. Kretzmer gelang es über Kontakte ihres Ehemannes, dessen vorzeitige Entlassung am Tag vor der Deportation in ein Konzentrationslager zu bewirken. Auch ihr Bruder entkam der Deportation und floh in die Niederlande. Nach diesem Ereignis bemühte sich das Ehepaar intensiv darum, Deutschland zu verlassen. Ein nach hohem organisatorischen und finanziellen Aufwand erlangtes Visum für Uruguay wurde letztlich unwirksam. Schlussendlich erwirkte die Familie mit der Hilfe einer Freundin Kretzmers und den Bemühungen ihrer Tochter Lore Kretzmer eine befristete Aufenthaltserlaubnis für die Isle of Man. Nach einem dortigen, 9-monatigen Aufenthalt reiste die Familie nach Erhalt eines Visums in die Vereinigten Staaten ein.

Dort gelang es Kretzmer jedoch nicht, ihre Mitmenschen vom Ausmaß der Grausamkeit des Nationalsozialismus zu überzeugen.
„What we had to stand over and above this was the mental agony of the spiritual loss of our “Fatherland”. There was the […] grief for the uncertain fate of our relatives and close friends still in Germany. […] We preached to deaf ears when we told the already well-known facts about the concentration camps. No one wanted to listen, no one wanted to believe.” 

### Juristische Tätigkeit in den USA
Nach ihrer Ankunft in die Vereinigten Staaten ließ sich Lilli Kretzmer mit ihrer Familie zunächst in New York nieder, wo sie verschiedene Gelegenheitsarbeiten annahm. Ein Jahr später zog sie mit ihrem Mann und ihrer Tochter nach Worcester (Massachusetts), wo Eugen Kretzmer eine Arztpraxis eröffnete. Dort engagierte sie sich ehrenamtlich für Flüchtlinge aus Deutschland, die in Massachusetts Zuflucht suchten.
1946 wurde sie zum Vorstandsmitglied des Immigration and Naturalization Office des National Council of Jewish Women (NCJW) ernannt. In dieser Funktion unterstützte sie insbesondere Überlebende von Konzentrationslagern und Bewohner von Displaced Person Camps bei der Niederlassung in den Vereinigten Staaten.
1949 erhielt sie ihre Zulassung als Rechtsanwältin vom Board of Immigration Appeals des US-Justizministeriums und spezialisierte sich auf Fälle im Bereich des Flüchtlingsrechts.
1953 wurde sie Abgeordnete der United Restitution Organization (URO). In dieser Funktion half sie Flüchtlingen aus Deutschland, ihre Wiedergutmachungsansprüche geltend zu machen. Sie arbeitete zudem als rechtliche Beraterin für das deutsche Konsulat in Boston und war Vorstandsmitglied des Resettlement Departements der URO.
Von 1964 bis 1977 war Kretzmer Direktorin des Immigration and Naturalization Office des National Council of Jewish Women (NCJW) in Worcester. In den 1970er-Jahren unterstützte sie dadurch russisch-jüdische Flüchtlinge. Anfang 1981 beteiligte sie sich an der Etablierung des Claims Conference Hardship Fund, der osteuropäische Juden unterstützte, die nach 1965 ihre Heimat verlassen hatten. 1966 wurde ihr das Bundesverdienstkreuz erster Klasse durch den deutschen Bundespräsidenten Heinrich Lübke verliehen.

## Ehrungen
- 1966: Bundesverdienstkreuz Erster Klasse
- 1972: Ehrung zum 25-jährigen Bestehen Israels durch das NCJW

## Schriften
- Lilli Cohen Kretzmer: „The Years Which the Locust Hath Eaten“. Gebundenes unveröffentlichtes Typoskript mit Addendum. Sammlung Lilli Cohen Kretzmer Papers der Schlesinger Library on the History of Women in America (Online).